# Yorský poloostrov
Yorský poloostrov (anglicky Cape York Peninsula)
je poloostrov na severovýchodě Austrálie, ve státě Queensland. Odděluje Carpentarský záliv od Korálového moře.
Poloostrov má rozlohu přibližně 137 000 km² a je obydlen asi 18 000 obyvateli. Má délku asi 660 km, jeho nejsevernějším místem je Cape York (nejsevernější mys Austrálie), na jihu je asi 430 km široký. Z velké části jej pokrývá dosud málo probádaný tropický deštný les. Hostí též domorodé obyvatelstvo (Austrálce), které navzdory jeho nízkému počtu představuje patrnou součást zdejšího ekosystému.